# HD 187098
HD 187098，又名CD-2916546，SAO 188603、HR 7538，是一颗恒星，视星等为6.05，位于銀經11.75，銀緯-24.46，其B1900.0坐标为赤經19h 42m 57.2s，赤緯-29° -24.46′ 5″。